# کوگسابلا
کوگسابالا شهری در شهرستان سابسه در استان بام در بورکینافاسوی شمالی است و جمعیت آن ۱۳۱۷ نفر است.